# Mochlus sundevallii
Mochlus sundevallii (вертлявий сцинк Сундеваля) — вид сцинкоподібних ящірок родини сцинкових (Scincidae). Мешкає в Субсахарській Африці. Вид названий на честь Карла Якоба Сундеваля.

## Опис
Тіло (не враховуючи хвоста) сягає 60-80 мм завдовжки, іноді майже до 90 мм. Верхня частина тіла сірувата або сірувато-коричнева, поцяткована темно-коричневими плямками. Нижня частина тіла рівномірно кремова, за винятком нижньої сторони хвоста, на якій можуть бути плямки.

## Поширення і екологія
Вертляві сцинки Сундеваля мешкають в Сомалі, Південному Судані, Ефіопії, Кенії, Танзанії, Уганді, Руанді, Бурунді, ДР Конго, Анголі, Намібії, Замбії, Зімбабве, Малаві, Мозамбіку, Ботсвані, ПАР і Есватіні. Вони живуть в прибережних, вологих і сухих саванах. напівпустелях, у вологих і сухихт тропічних лісах, під камінням серед пухкого ґрунту і піска, під поваленими деревами. Зустрічаються на висоті до 2000 м над рівнем моря. Самиці відкладають в землю від 2 до 7 яєць.